# Арлінгтон (переписна місцевість, Вермонт)
Арлінгтон (англ. Arlington) — переписна місцевість (CDP) в США, в окрузі Беннінґтон штату Вермонт. Населення — 1249 осіб (2020).

## Географія
Арлінгтон розташований за координатами 43°4′22″ пн. ш. 73°8′46″ зх. д. / 43.07278° пн. ш. 73.14611° зх. д. (43.072884, -73.146078).  За даними Бюро перепису населення США в 2010 році переписна місцевість мала площу 9,68 км², з яких 9,53 км² — суходіл та 0,15 км² — водойми.

## Демографія
Згідно з переписом 2010 року, у переписній місцевості мешкало 1213 осіб у 518 домогосподарствах у складі 333 родин. Густота населення становила 125 осіб/км².  Було 622 помешкання (64/км²).
Расовий склад населення:
| - 96,5 % — білих - 1,0 % — азіатів - 0,7 % — чорних або афроамериканців - 0,2 % — корінних американців |

До двох чи більше рас належало 1,5 %. Частка іспаномовних становила 1,6 % від усіх жителів.
За віковим діапазоном населення розподілялося таким чином: 21,4 % — особи молодші 18 років, 58,7 % — особи у віці 18—64 років, 19,9 % — особи у віці 65 років та старші. Медіана віку мешканця становила 45,2 року. На 100 осіб жіночої статі у переписній місцевості припадало 88,1 чоловіків;  на 100 жінок у віці від 18 років та старших — 84,0 чоловіків також старших 18 років.
Середній дохід на одне домашнє господарство  становив 75 429 доларів США (медіана — 48 553), а середній дохід на одну сім'ю — 81 245 доларів (медіана — 54 375). За межею бідності перебувало 12,0 % осіб, у тому числі 24,5 % дітей у віці до 18 років та 11,8 % осіб у віці 65 років та старших.
Цивільне працевлаштоване населення становило 745 осіб. Основні галузі зайнятості: освіта, охорона здоров'я та соціальна допомога — 20,4 %, виробництво — 16,2 %, мистецтво, розваги та відпочинок — 12,1 %, науковці, спеціалісти, менеджери — 11,8 %.